# 李兆基 (演員)
李兆基（英語：Keith Lee Siu Kei，1949年12月4日—2019年6月2日），香港電影演員，以專門飾演黑幫人物而見稱。

## 生平
李兆基外號「高飛」，出道前（1970年代）曾為童黨組織「慈雲山十三太保」成員之一，曾有吸毒紀錄，後來戒毒成功，重投社會。1980年代他被導演林嶺東邀請演出電影，成功脫離黑道，也曾在無綫電視擔任幕後和參與劇集演出。
人稱「基哥」的李兆基因著其出身背景，加以外形甚具草根味道，因之他飾演的電影角色，一般都是一些有勇無謀的人物，或者黑幫小頭目，甚少演出大人物。他多數都是配角，最為人熟悉的演出是《古惑仔電影系列》裡的牆頭草「吹水基」。同時他也在周星馳電影中亮相，如《食神》、《算死草》、《行運一條龍》。因為他的黑道外形和演技，與黃光亮、成奎安和何家駒三人並列為「香港影圈四大惡人」。
李兆基不仅是電影演員，也是一間電影投資公司的負責人，任監製、編劇等等，題材多為幫派電影，或與江湖有關；2015年左右開始因中風而鮮有在大型影視節目露面，2018年11月則患上肝癌，曾想過放棄治療，幸得親友鼓勵，最後入院切除肝臟腫瘤。2019年2月12日，他與58歲女友邱巧貞註冊結婚，同年6月2日卻因肝癌擴散至肺部，於當日下午六時三十分在伊利沙伯醫院病逝，終年69歲；7月9日便在鑽石山殯儀館設靈。

## 演出作品

### 電影
- 《初戀無限Touch》飾 大咪咪父親
- 《唐伯虎點秋香2之四大才子》飾 基老爺
- 《最危險人物》飾 肥波
- 《妃子笑》飾 武狀元
- 《殺人度假屋》
- 《奸人世家》
- 《千王之王2000》飾 基哥
- 《江湖告急》飾 基哥
- 《賭俠1999》飾 DEE王基
- 《黑獄斷腸歌2之無期徒刑》 飾 囚犯基哥、旁白(電影開頭數分鐘由講解香港監獄制度)
- 《龍在邊緣》
- 《旺角靚妹仔》
- 《夜半無人屍語時》飾 醫生
- 《龍在江湖》飾 豹榮
- 《風雲之雄霸天下》飾 武當子
- 《新古惑仔之少年激鬥篇》飾 吹水基（基哥）
- 《行運一條龍》飾 阿基
- 《愛您愛到殺死您》
- 《精裝難兄難弟》飾 導演
- 《愛上百分百英雄》
- 《超級無敵追女仔 II之狗仔雄心》
- 《高度戒備》飾 囚犯 （客串）
- 《香港奇案之強姦》飾 警察（台譯：赤裸羔羊2性追緝令）Raped by an Angel
- 《滿清十大酷刑》飾 清廷八府巡按
- 《算死草》飾 洪十八
- 《黑獄斷腸歌之砌生豬肉》 飾 囚犯口水南
- 《金裝香蕉俱樂部》 飾 牧師
- 《古惑仔3之隻手遮天》 飾 吹水基（基哥）
- 《紅燈區》飾 紅牛 （該片顧問）
- 《一千零一夜之夢中人》
- 《慈雲山十三太保》
- 《人皮燈籠》飾 七哥
- 《至尊三十六計之偷天換日》飾 囚犯基哥
- 《五億探長雷洛傳》飾 警校教官
- 《摩登如來神掌》飾 高籬八
- 《奪命金》飾 基哥
- 《O記三合會檔案》飾 肥寶
- 《超級學校霸王》飾 水電維修工人
- 《港督最後一個保鏢》飾 沙膽飛
- 《賭城大亨II之至尊無敵》飾 寸標
- 《古惑仔之人在江湖》飾 阿基（基哥）
- 《古惑仔2之猛龍過江》飾 阿基（基哥）
- 《食神》飾 鵝頭
- 《97古惑仔：戰無不勝》飾 阿基（基哥）
- 《98古惑仔：龍爭虎鬥》飾 阿基（基哥）
- 《喜劇之王》飾 基哥
- 《偉哥的故事》

### 電視電影
- 1989年：難民營風暴 飾 臭口基
- 1989年：霓虹姊妹花 飾 夜店客人陳先生
- 1990年：越柙飛龍
- 1995年：熾熱情緣

### 電視劇
| 年份   | 劇名         | 角色             | 播映電視台   |
| ------ | ------------ | ---------------- | ------------ |
| 1989年 | 還我本色     | 和叔             | 香港無綫電視 |
| 1991年 | 我係黃飛鴻   | 正直             | 香港無綫電視 |
| 1991年 | 藍色風暴     | 成               | 香港無綫電視 |
| 1994年 | 烈火狂奔     | 徐長武           | 香港無綫電視 |
| 1996年 | 廉政行動1996 | 詹雄             | 香港無綫電視 |
| 1996年 | O記實錄II    | 傻標             | 香港無綫電視 |
| 1997年 | 美味天王     | 陳浩南           | 香港無綫電視 |
| 1999年 | 縱橫四海     | 崔瑞基           | 香港亞洲電視 |
| 2000年 | 影城大亨     | 蔡球             | 香港亞洲電視 |
| 2000年 | 美麗傳說     | 香細             | 香港亞洲電視 |
| 2001年 | 縱橫天下     | 茅輝             | 香港亞洲電視 |
| 2001年 | 祖先開眼     | 廖偉龍           | 香港亞洲電視 |
| 2005年 | 危險人物     | 基哥             | 香港亞洲電視 |
| 2010年 | 法網群英     | 徐振聲 （第7集） | 香港亞洲電視 |

### 綜藝節目
- 1998年：罪惡剋星勁爆SHOW

## 廣告
- 2000年：城市桑拿

## 相關影視形象
- 《慈雲山十三太保》：1995年電影，由陳豪飾演李兆基。
- 《毒。誡》：2017年電影，由林家棟飾演喇叭，原型為李兆基，其少年時期則由賴章亮飾演。